# Aoimori Railway
La Aoimori Railway Co.,Ltd. (青い森鉄道株式会社, Aoimori Tetsudō Kabushiki-gaisha) est une compagnie de transport de passagers qui exploite une ligne ferroviaire dans la préfecture d'Aomori au Japon. Son siège social se trouve dans la ville d'Aomori. La préfecture d'Aomori est le principal actionnaire.

## Histoire
La compagnie a été fondée le 25 mai 2001.
Le 1er décembre 2002, à l'occasion du prolongement de la ligne Shinkansen Tōhoku à Hachinohe, la section de la ligne principale Tōhoku entre Metoki et Hachinohe est transférée de la JR East à Aoimori Railway. La section devient la ligne Aoimori Railway. Le 4 décembre 2010, c'est au tour de la section Hachinohe - Aomori de la ligne principale Tōhoku d'être transférée, à la suite de l'arrivée de la ligne Shinkansen Tōhoku à Shin-Aomori.

## Ligne
La compagnie possède une seule ligne.
| Ligne                 | Nom japonais | Terminus        | Longueur (km) | Gares |
| --------------------- | ------------ | --------------- | ------------- | ----- |
| Ligne Aoimori Railway | 青い森鉄道線 | Metoki - Aomori | 121,9         | 28    |

## Materiel roulant
La compagnie utilise des trains de séries 701 et 703.

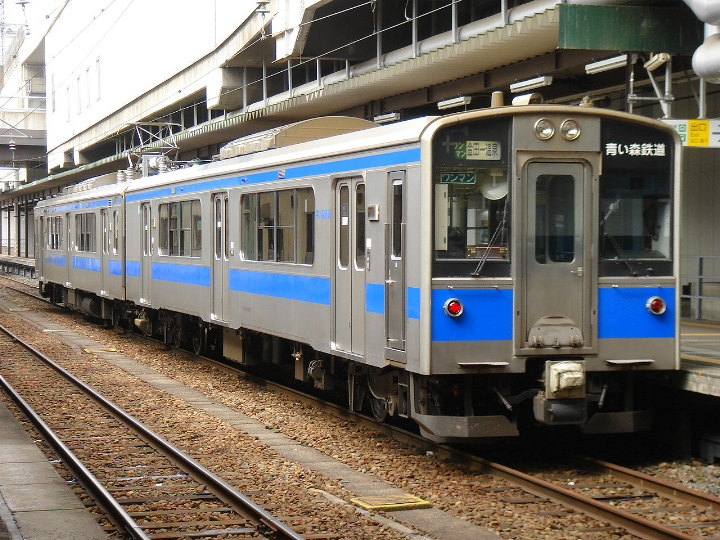
Série 701
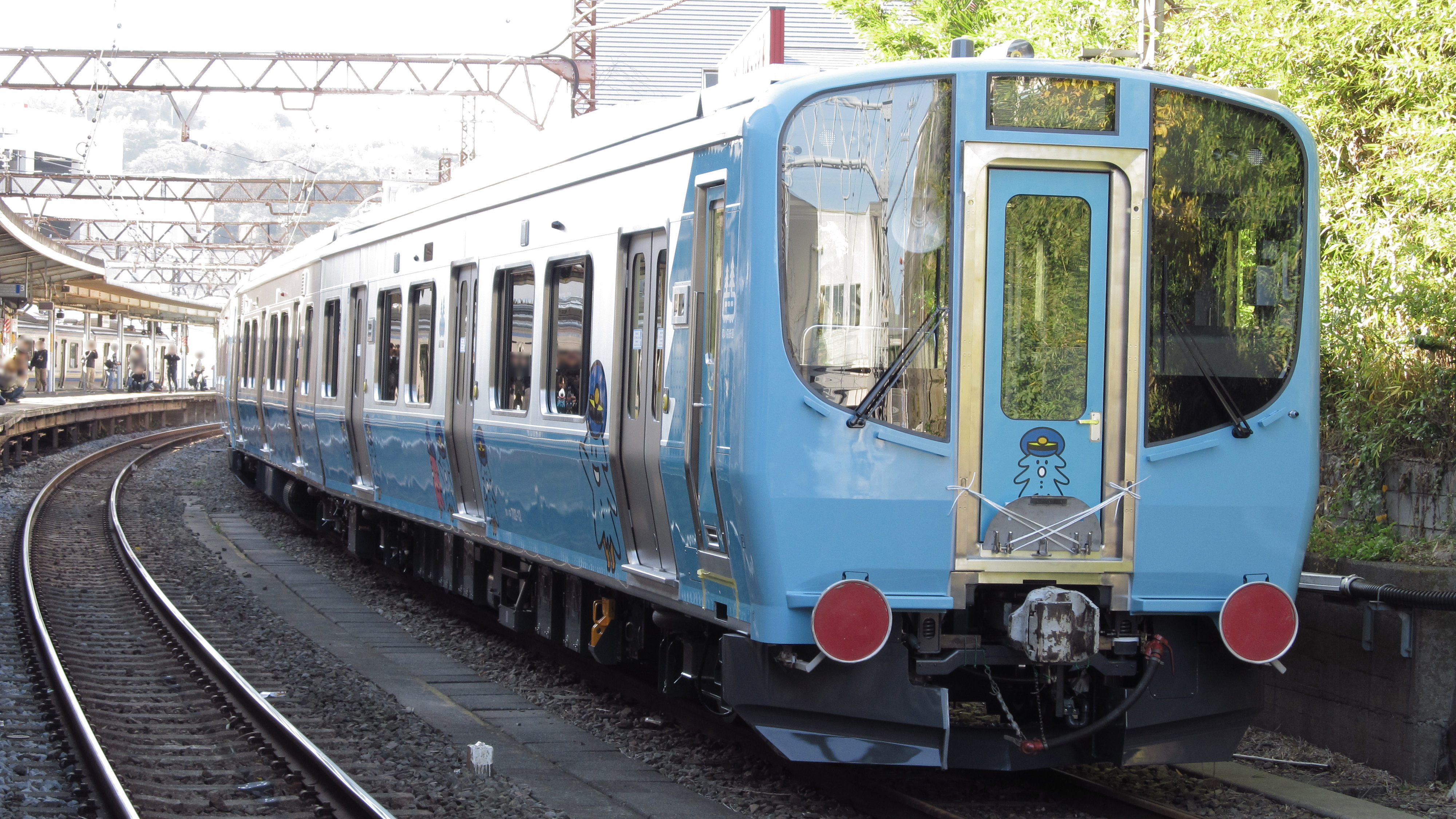
Série 703